# Карл I (король Вюртемберга)
Карл I (нем. Karl Friedrich Alexander von Württemberg, Карл Фридрих Александр; 6 марта 1823, Штутгарт — 6 октября 1891, Штутгарт) — король Вюртембергский с 25 июня 1864 года.

## Биография

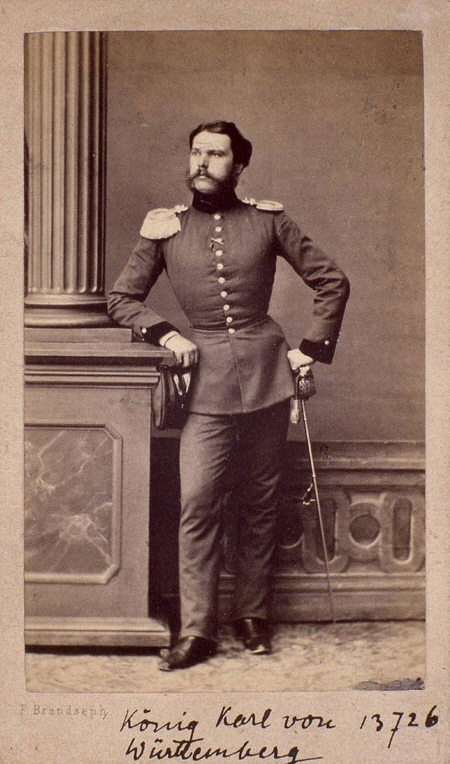
Карл Вюртембергский

Единственный сын короля Вильгельма I от третьего брака с вюртембергской принцессой Паулиной Терезой. Получил образование в Тюбингенском и Берлинском университетах. 19 апреля 1829 года был награждён орденом Св. Андрея Первозванного.
В 1846 сочетался браком со своей троюродной сестрой, великой княжной Ольгой Николаевной. Детей не имел.
В период с 22 января 1846 года по 6 октября 1891 года шеф (почётный командир) одного из двух самых заслуженных полков Русской армии — Нижегородского драгунского полка.
В 1870 году Карл и Ольга взяли на воспитание Веру Константиновну, племянницу Ольги, в 1874 году она вышла замуж за вюртембергского герцога Евгения.
Карл I наследовал отцу в 1864 году и, следуя его принципам, в 1866 году примкнул к противникам Пруссии. Позже он добровольно встал на сторону великогерманской национальной политики, во время Франко-прусской войны подчинил свои войска прусскому главнокомандующему и согласился на создание (восстановление) Германской империи. Внутри страны Карл правил в постоянном согласии с ландтагом.
Преемником Карла стал его племянник, сын его сестры и одновременно ближайший родственник по мужской линии Вильгельм II.

## Знаки отличия (года)

### Ордена
- Святого Андрея Первозванного (1829);
- «За военные заслуги»;
- Фридриха;
- Ольги;
- и другие.

## Геральдика
| Монограмма. | Герб, 1817 год. | Монограмма (вариант) |

### На немецком
- Friedrich Freiherr Hiller von Gaertringen. Karl, König von Württemberg // Neue Deutsche Biographie (нем.). — Berlin: Duncker & Humblot, 1977. — Bd. 11. — S. 269—270. — ISBN 3-428-00192-3.
- Jürgen Honeck: Drei württembergische Könige. Ihre Persönlichkeit im Spiegel von Politik, Macht und Liebe, Stieglitz, Mühlacker und Irdning/Steiermark 2008, ISBN 978-3-7987-0393-3.
- Jürgen Honeck: Der Liebhaber des Königs. Skandal am württembergischen Hof, Stieglitz, Mühlacker und Irdning/Steiermark 2012, ISBN 978-3-7987-04084.
- Hubert Krins: Könige und Königinnen von Württemberg. Lindenberg 2007 (3. Auflage). ISBN 978-3-89870-024-5
- Ulrike Landfester, Friderike Loos (Hrsg.): Lieber Kronprinz! Liebe Freundin!: Briefwechsel zwischen Bettine von Arnim und Karl von Württemberg. Mit einem Anhang: Briefwechsel zwischen Bettine von Arnim und Julius von Hardegg. Manutius, Heidelberg 1998, ISBN 3-925678-82-4.
- Sönke Lorenz, Dieter Mertens, Volker Press (Hrsg.): Das Haus Württemberg. Ein biographisches Lexikon. Kohlhammer, Stuttgart 1997, ISBN 3-17-013605-4, S. 319—323.
- Sophie Dorothee Podewils (Hrsg.): Traum der Jugend goldner Stern. Aus den Aufzeichnungen der Königin Olga von Württemberg [Aus dem französischen Manuskript übersetzt von Sophie Dorothee Gräfin Podewils]. Neske, Pfullingen 1955.
- Paul Sauer: Regent mit mildem Zepter. König Karl von Württemberg. DVA, Stuttgart 1999. ISBN 3-421-05181-X.
- Allgemeine Deutsche Biographie (ADB). — Leipzig: Duncker & Humblot, 1875—1912. (нем.)